# طراحی اجزاء ماشین
طراحی اجزاء ماشین (به انگلیسی: Design of Machine Components) عبارت است از استفاده از اصول بنیادی استاتیک، دینامیک و مقاومت مصالح برای طراحی اجزاء مکانیکی تشکیل دهنده یک ماشین.
همچنین تجزیه و تحلیل شکستهای ناشی از بارگذاری استاتیکی و دینامیکی قطعات و طراحی قطعه برای عمر معین با استفاده از اطلاعات مکانیک شکست از مباحث طراحی اجزاء ماشین است.

### اجزاء ماشین چیست؟
ماشین ها هر اندازه که از نظر عملکردی با هم تفاوت داشته باشند، از نظر ساختمان نقاط مشترک زیادی دارند. همه آن ها از اجزاء مختلفی تشکیل شده اند که اجزاء ماشین نام گذاری شده اند. پس اجزاء ماشین می تواند از قطعات بسیار ساده ای مانند (پیچ و فنر) یا از چند قطعه مانند بلبرینگ، کوپلینگ و کلاچ به وجود آید. بنابراین، اجزاء سازنده یا تشکیل دهنده یک ماشین را اجزاء ماشین می گویند. 

## اجزاء مکانیکی تشکیل دهنده یکماشینعبارتند از
- اجزاء حمل کننده: اجزایی هستند که قطعاتی مانند چرخ دنده، چرخ تسمه، چرخ زنجیر و نمونه این ها را روی خود حمل می کنند مثل شفت‌ها، اکسل‌ها و اسپیندل‌ها
- اتصالات مکانیکی غیر دائم مانند پیچ، خار، پین و گوه
- اتصالات مکانیکی دائم مانند جوش، لحیم، چسب، میخ و پرچ
- فنر‌های مکانیکی مانند فنرهای مارپیچ کششی، مارپیچ فشاری، مارپیچ پیچشی، تخت یا برگی خمشی و فنر صفحهای فشاری (بشقابی)
- یاتاقان‌های غلتشی مانند بلبرینگ و رولربرینگ غلتک استوانه‌ای و مخروطی (اجزاء تکیه گاهی: به طور کلی همه اجزایی که حرکت دورانی دارند)
- یاتاقان‌های لغزشی مانند یاتاقان‌های لوله‌ای و کف گرد (اجزاء تکیه گاهی: به طور کلی همه اجزایی که حرکت دورانی دارند)
- اجزاء انتقال قدرت و حرکت: چرخ دنده‌ها مانند چرخدنده‌های  ساده و مارپیچ، مخروطی،  استوانه‌ای، هیپوئید (هذلول وار)، اسپیروئید (حلزون وار) و حلزونی
- کلاچ‌ها، ترمز‌ها، چرخ لنگر‌ها و کوپلینگ‌ها (اجزا ارتباط: معمولا بین دو جزء رابطه محوری برقرار می کنند)
- اجزاء مکانیکی انعطاف پذیر مانند تسمه‌ها، زنجیر‌ها، طناب سیمی و شفت‌های انعطاف پذیر